# Mompha miscella
Mompha miscella é uma espécie de mariposa do gênero Mompha pertencente à família Coleophoridae.